# Birger Barre
Birger Andreas Barre, född 24 september 1889 i Högbo församling i Gävleborgs län, död 28 september 1950 i Hovförsamlingen i Stockholm, var en svensk jurist.

## Biografi
Barre blev juris kandidat 1912, praktiserande advokat i Stockholm samma år och från 1919 ombudsman och styrelsesuppleant i AB Sveriges litografiska tryckerier. Barre utgav kommentarer med mera till frågor om bokhandeln och reklamens rättsliga förhållanden samt om juridiken kring konstnärliga alster.
Han gifte sig 1921 med Greta Hafström (1897–1921).